# The Believer (album John Coltrane)
The Believer è un album discografico del musicista jazz John Coltrane pubblicato nel 1964 dalla Prestige Records. 

## Descrizione
Si tratta di un LP realizzato mettendo insieme due tracce provenienti dall'album Ray Draper Quintet featuring John Coltrane (New Jazz Records 8228) del 1960, con tre brani inediti incisi da Coltrane come leader in due diverse sedute di registrazione nel 1958. Tutti i brani furono registrati nello studio di Rudy Van Gelder a Hackensack, New Jersey. Quando negli anni sessanta la fama di Coltrane crebbe in maniera considerevole travalicando i semplici confini del jazz, la Prestige Records, parecchio tempo dopo che il musicista aveva smesso di incidere per l'etichetta, assemblò insieme svariate registrazioni degli anni cinquanta, spesso scegliendo quelle dove Coltrane suonava solo in qualità di sideman, e le ripubblicò confezionate come nuovi album di Coltrane a tutti gli effetti.

## Tracce
1. The Believer (McCoy Tyner) — 13:51
2. Nakatini Serenade (Calvin Massey) — 11:05
3. Do I Love You Because You're Beautiful? (Richard Rodgers, Oscar Hammerstein II) — 5:14
4. Filidia (Ray Draper) — 7:18
5. Paul's Pal (Sonny Rollins) — 7:13

## Musicisti
Tracce 1-3
- John Coltrane — sassofono tenore
- Red Garland — pianoforte
- Paul Chambers — contrabbasso
- Donald Byrd — tromba (numero 1-2)
- Freddie Hubbard — tromba (numero 3)
- Louis Hayes — batteria  (numero 1-2)
- Art Taylor — batteria  (numero 3)

Tracce 4-5
- John Coltrane — sassofono tenore
- Gil Coggins — pianoforte
- Ray Draper — tuba
- Spanky DeBrest — contrabbasso
- Larry Richie — batteria